# Skvalderkål
Skvalderkål (Aegopodium podagraria) er en 30-100 cm høj flerårig urt med tæppedannende vækst.

## Beskrivelse
De grundstillede blade er 2-3 dobbelt fjersnitdelte og uligefinnede. Småbladene er skævt hjerteformede med skarpt savtakket rand. Oversiden er mat mørkegrøn, mens undersiden er noget lysere. Stængelbladene er trekoblede med noget mere smalle småblade.
Blomstringen sker i juni-august, hvor de små, hvide blomster ses samlede i skærme, der atter danner større, endestillede skærme på særlige stængler. Frøene modner godt og spirer (for) villigt.
Rodnettet består af trævlerødder, der sidder på lange, forgrenede jordstængler. Jordstænglerne bærer desuden både grundstillede blade og bladbærende blomsterstængler. 

Højde x bredde og årlig tilvækst: 0,5 x 2 m (50 x 20 cm/år).

## Voksested
Planten er almindeligt naturaliseret her i landet.
Den stammer fra skovbunden i Central- og Østeuropæiske løvskove, hvor den foretrækker voksesteder i halvskygge og med en jordbund, som er fugtig og næringsrig, dvs. muldbund. Under disse forhold danner plantesamfund i skovbryn, læhegn, plantager, hække og på grøftekanter sammen med f.eks. majblomst, angelik, fruebær, skovpadderok og vårfladbælg.
I Tjekkiet findes mange områder med høj grundvandstand. Det ses langs floder og vandløb og i kildeområder i 150-530 m.o.h. Her er busklaget veludviklet, og her vokser arten sammen med bl.a. almindelig ask, almindelig guldstjerne, almindelig hyld, almindelig hæg, gul anemone, hulrodet lærkespore, hvid anemone, navr, plettet tvetand, skovstilkaks, skærmelm, småbladet elm, stilkeg, stor nælde og vorterod.

## Ukrudt
De lange, forgrenede jordstængler, som bevarer overlevelsesevnen selv i bittesmå stykker gør Skvalderkål til et frygtet ukrudt. Dertil kommer, at planten er svær at bekæmpe ved skygning fra andre planter på grund af dens skovbundsniche.

## Anvendelse
Planten er spiselig, og de unge skud er ganske velsmagende i f.eks. salater. Hele planten har en svagt krydret lugt og smag. Den blev tidligere anset for et virksomt middel mod gigt, især podagra – deraf navnet "podagraria".
Skvalderkål kan bruges til farvning af uldgarn. Farven kan forventes at blive lys strå-gul (grumset gullig) eller lys gul-grøn på alunbejdset uldgarn.
Den er fundet som haveplante ved vikingetidens Fyrkat og Elisenhof.

## Note
1. ↑  JanDouda: Formalized classification of the vegetation of alder carr and floodplainforests in the Czech Republic (engelsk)
2. ↑  Pernille Rohde Sloth; Ulla Lund Hansen; Sabine Karg (1. maj 2012), "Viking Age garden plants from southern Scandinavia – diversity, taphonomy and cultural aspects", Danish Journal of Archaeology, 1 (1): 27-38, doi:10.1080/21662282.2012.750445, Wikidata  Q58560528